# Syllepte stigmatalis
Syllepte stigmatalis là một loài bướm đêm trong họ Crambidae.